# Eloise (Bilderbuch)
Eloise (englischer Originaltitel Eloise. A Book for Precocious Grown-Ups) ist das erste Buch aus der Eloise-Bilderbuch-Reihe der US-amerikanischen Künstlerin Kay Thompson, das im Jahr 1955 mit Illustrationen von Hilary Knight beim Verlag Simon & Schuster veröffentlicht wurde. Die deutsche Erstausgabe erschien 1959 beim Verlag Kurt Desch.

## Inhalt
Die sechsjährige Eloise wohnt mit ihrem Kindermädchen Nanny, ihrem Hund Weenie und ihrer Schildkröte Skipperdee im Luxushotel The Plaza in New York City. Sie verbringt viel Zeit in der Lobby, fährt mit dem Lift rauf und runter, skatet mit ihren Rollschuhen durch die Gänge, schäkert mit den Angestellten des Hotels, bestellt ihr Frühstück und das Abendessen per Zimmerservice und isst zu Mittag im Palm Court. Sie schaut bei Bällen und Hochzeiten vorbei, geht jeden Donnerstag zum Hotel-Frisör, lässt sich hin und wieder die Schuhe putzen und setzt ulkige Kopfbedeckungen auf. Ihren Privatlehrer Philip mag Eloise nicht sonderlich, weshalb sie ihn gerne ärgert, indem sie einfach jeden seiner Sätze wiederholt. Wenn sie krank ist, kümmert sich Nanny um Eloise, da ihre Mutter so gut wie immer irgendwo in der ganzen Welt unterwegs ist. Außer mit ihrem Privatlehrer langweilt sich Eloise nie, denn im Plaza gibt es immer wieder Neues zu entdecken – an Phantasie und jeder Menge Streichen mangelt es der ziemlich verzogenen, frechen Sechsjährigen jedenfalls nie!

## Besonderheiten
Das Buch kommt komplett ohne Satzzeichen aus. Kay Thompson lebte selbst eine Zeit lang im Plaza-Hotel.

## Rezeption
Kaylee Davis schreibt in ihrer Rezension: „Dieser zeitlose Klassiker ist eine explosive Ladung aus Worten und Bildern, aus verbalen und visuellen Witzen. Die aufklappbaren Buchseiten vermitteln, wie es sich für ein sehr frühreifes Kind anfühlt, in einem sehr luxuriösen Hotel zu wohnen. Jeder Leser wäre gerne Eloise oder glaubt zumindest, und genauso ergeht es den im Untertitel genannten ‚frühreifen Erwachsenen‘. Wer Eloise gelesen hat, wird sie nie wieder vergessen!“ Publishers Weekly schrieb 1998: „Eloise erwies sich als sofortiger Erfolg und verkaufte sich innerhalb von zwei Jahren rund 150.000 Mal. Heute ist bekannt, dass seit 1983 allein in den USA 592.000 Exemplare verkauft wurden, und die Gesamtzahl der weltweit verkauften Bücher wird auf mehrere Millionen geschätzt (das Buch wurde in 11 Sprachen übersetzt).“

## Referenzen
Eloise ist in dem literarischen Nachschlagewerk 1001 Kinder- und Jugendbücher – Lies uns, bevor Du erwachsen bist! für die Altersstufe 3+ Jahre enthalten.

## Ausgaben
- Eloise. A Book for Precocious Grown-Ups. Simon & Schuster, New York City 1955 (englisch).
- Eloise. Ein Buch für Jung und Alt. Kurt Desch, München/Wien/Basel 1959.

## Verfilmungen
2003 wurde die Geschichte für die Reihe The Wonderful World of Disney unter dem Titel Eloise at The Plaza mit Julie Andrews als Nanny verfilmt.

## Hörspiele
In der Reihe Dschungel für Kinder – Akustische Bilder und Geschichten produzierte der Südwestrundfunk im Jahr 2000 eine knapp 27-minütige Hörspielfassung von Eloise, nach der Übersetzung von Joachim Kalka. Unter der Regie von Günter Maurer sprach Alina Gilitschenski die Rolle der Eloise. Die Erstsendung fand am 27. Januar 2001 statt.